# Friedrich Schnirch

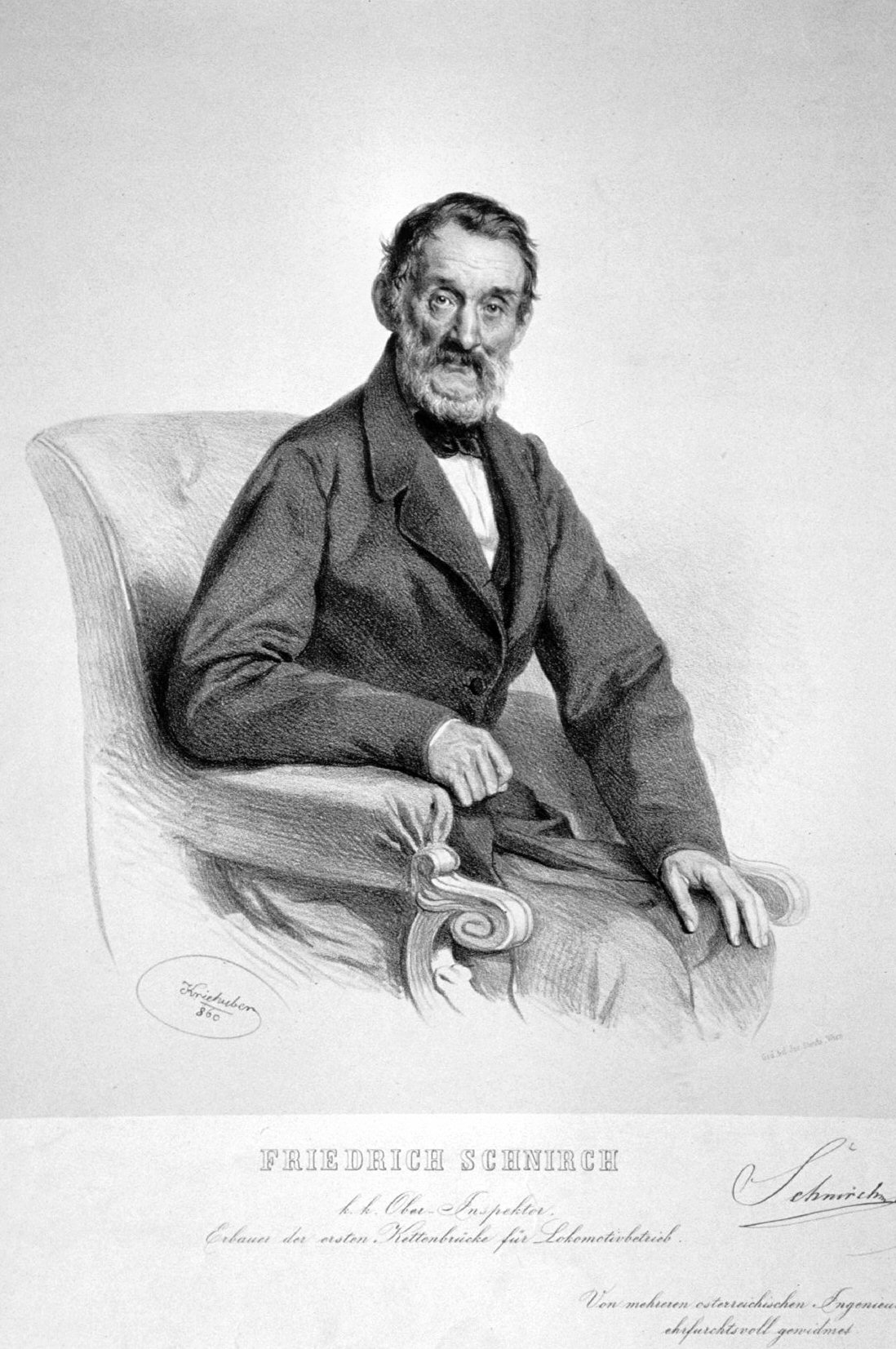
Friedrich Schnirch (1860)

Friedrich Franz Schnirch (* 7. Juni 1791 in Patek bei Laun; † 25. November 1868 in Wien) war ein deutsch-böhmischer Brückenbau-Ingenieur. Bekannt wurde er durch den Bau von Kettenbrücken, er zählt zu den bedeutendsten österreichischen Ingenieuren der ersten Hälfte des 19. Jahrhunderts und trug wesentlich zum technischen Fortschritt im Brückenbau bei.

## Leben

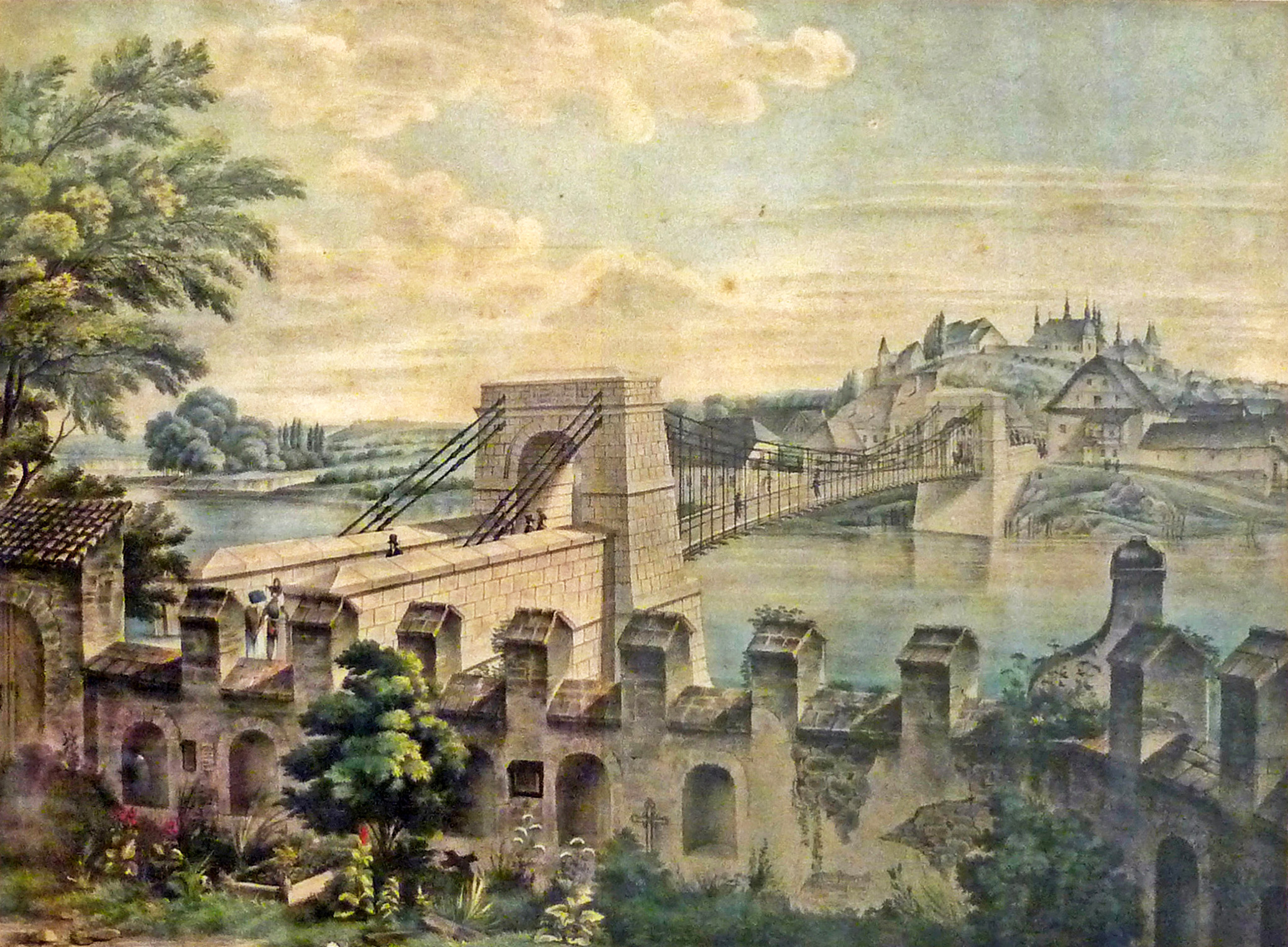
Ehemalige Kettenbrücke in Saaz (1826–1891)

Nach dem Besuch des Gymnasiums in Horn, der Philosophischen Lehranstalt in Krems und des k.k. Konvikts zu Wien studierte er von 1819 bis 1821 am Wiener Polytechnikum, zu seinen Lehrern zählte Johann von Kudriaffsky, der Begründer der Wiener Schule des Brückenbaus. Danach war er als Privatingenieur bei den gräflich von Magnis'schen Bergwerken tätig. Sein besonderes Interesse galt dabei dem Brückenbau, insbesondere beschäftigte er sich mit dem Bau von Kettenbrücken. Ab 1826 hatte er dieses Konstruktionsprinzip auch auf ein System feuersicherer hängender Eisendächer angewandt. Im Jahr 1858 erhielt er ein Patent für Hängebrücken. Bei der Nutzung der Kettenbrücken zeigten sich in späteren Jahren einige Konstruktionsmängel, z. B. die Unterschätzung der Verkehrsbelastung, die zu geringe Berücksichtigung der dynamischen Belastungen sowie die ungenügende Berücksichtigung der Windlasten, was zum Abriss und zum Neubau zahlreicher Brücken führte. Oftmals waren sie auf Grund ihrer geringen Breite dem stärkeren Verkehr nicht mehr gewachsen.
Ab 1827 war Schnirch im Staatsdienst tätig, ab 1842 als Oberingenieur der k.k. Staatseisenbahnen, ab 1859 Sektionschef im Ministerium für Handel, Gewerbe und öffentliche Arbeiten und ab 1861 Oberinspektor der k.k. Staatseisenbahnbauten. Bei der Generaldirektion für die österreichischen Staatseisenbahnen befasste er sich auch mit der Planung von neuen Eisenbahnstrecken, z. B. der Strecke Olmütz–Prag (Olomouc–Praha, → k.k. Nördliche Staatsbahn) und der Errichtung von Telegrafenanlagen für die Eisenbahn.
Er war 1848 Mitbegründer des Österreichischen Ingenieur-Vereins (ab 1864 Österreichischer Ingenieur- und Architekten-Verein).

## Ehrungen
- Ritterkreuz des Franz-Joseph-Ordens[3]
- In Wien-Landstraße (3. Bezirk) wurde 1888 die Schnirchgasse nach ihm benannt.[4]

## Bauten

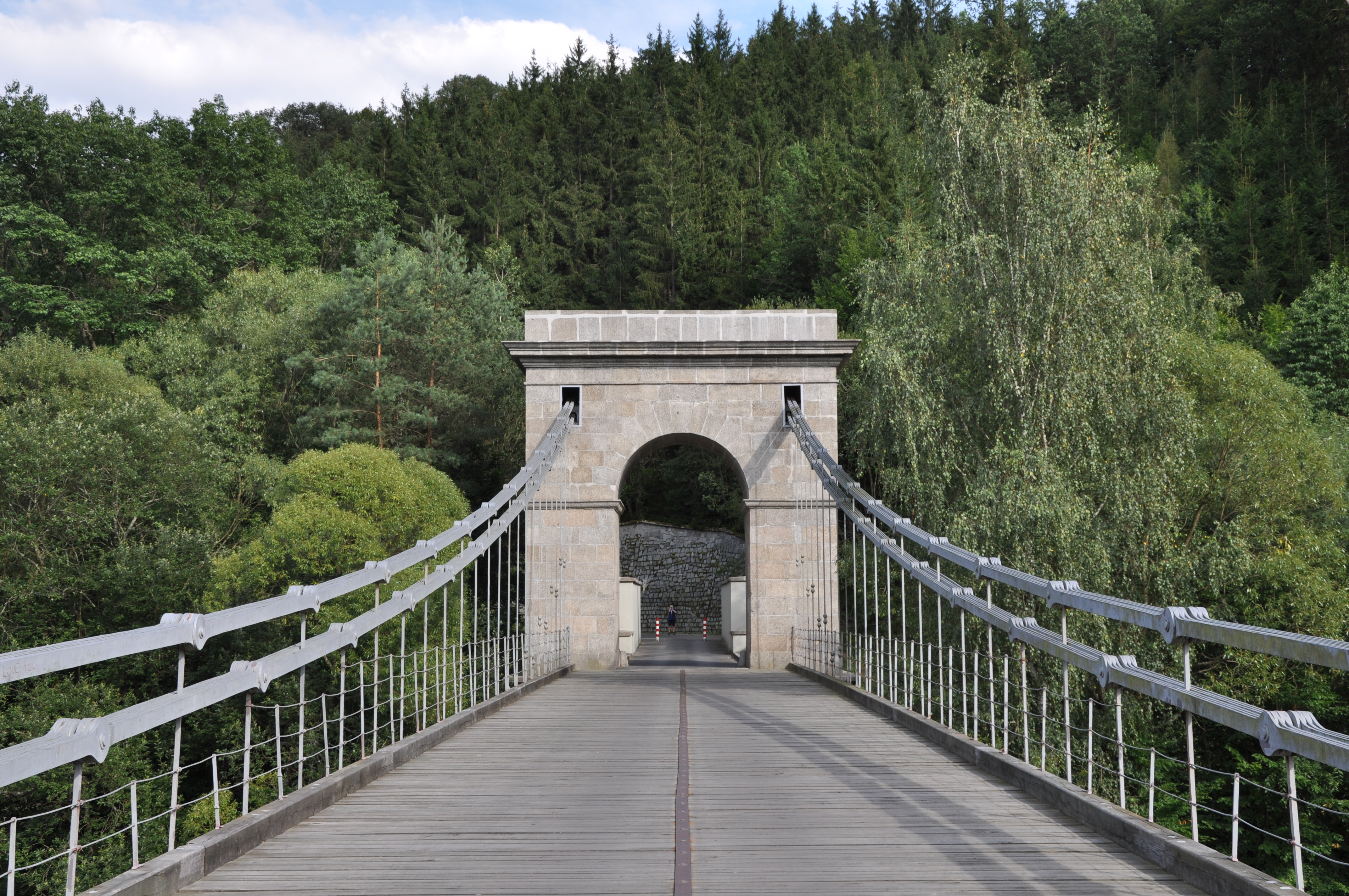
Hängebrücke bei Stádlec über die Lainsitz

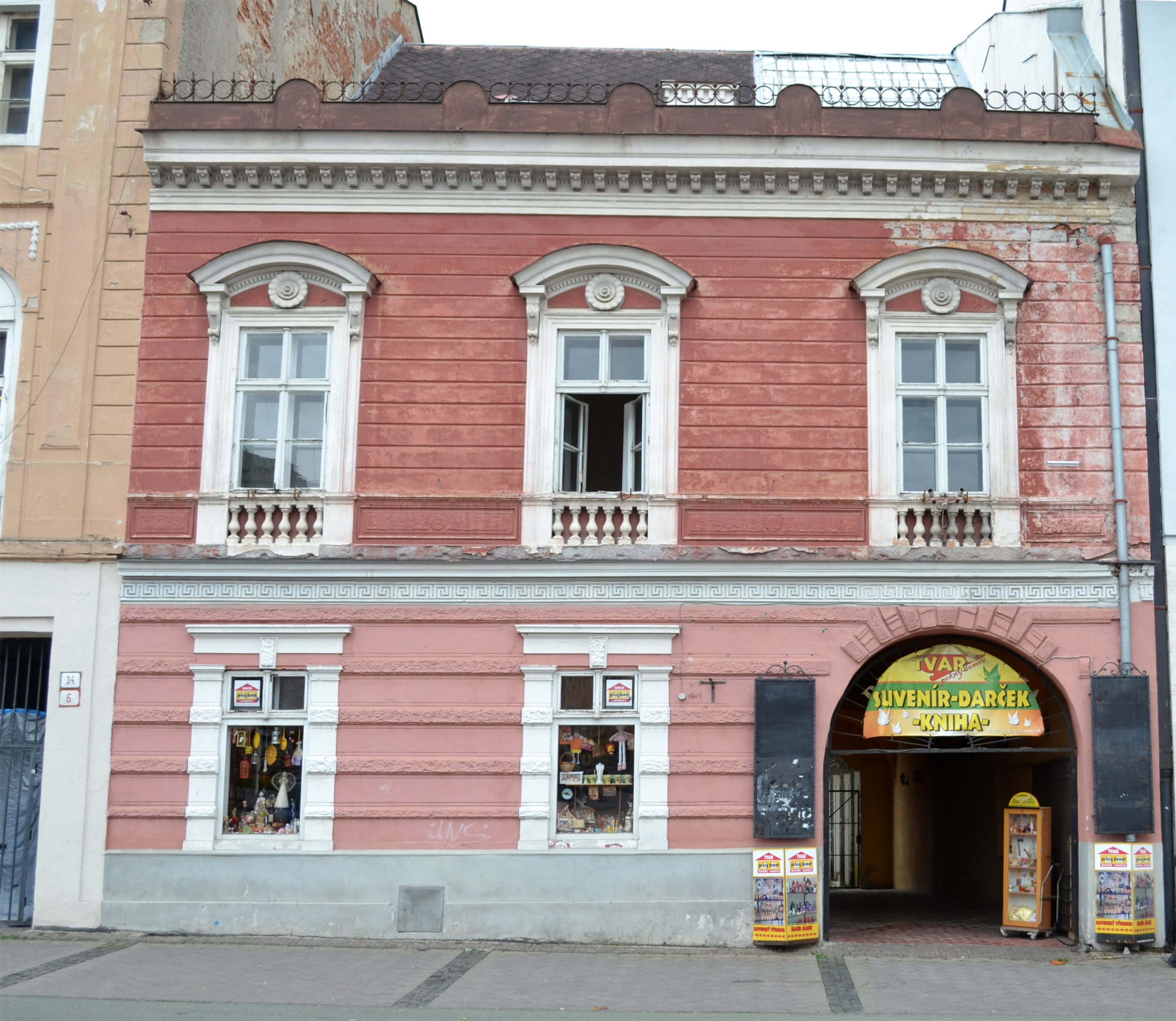
Denkmalgeschütztes Haus in Banská Bystrica, Moyzesplatz 7 mit Hängedach von Schnirch

- 1824: erste Kettenbrücke der Habsburgermonarchie bei Strážnice (Straßnitz) in Mähren über die March, Spannweite 29 m, Breite 4 m[5]
- 1826–1827: Kettenbrücke in Žatec (Saaz), Spannweite 64 m (1897 durch Neubau ersetzt)
- 1836: ursprünglicher Entwurf der Kettenbrücke (Kaiser-Ferdinand-Brücke) in Loket (Elbogen) (ausgeführt nach Planung des Ingenieurs L. Wöllner; 1934–1936 durch Neubau ersetzt)[6]
- 1839–1841: Kaiser-Franz-I.-Brücke in Prag, Kettenbrücke über die Moldau (1898 durch Massivbrücke ersetzt)[7]
- 1841: Kettenbrücke in Strakonice (Strakonitz) über die Otava, Spannweite 42 m (1890 ersetzt)
- 1842: Kettenbrücke in Poděbrady (Podiebrad) über die Elbe, Spannweite 101 m (1890 ersetzt)
- 1845: Kettenbrücke bei Jaroměř (Jaromierz) über die Elbe, Spannweite 41 m
- 1847–1848: Kettenbrücke in Podolsko (Podolsk, Ortsteil von Podolí I bei Písek) über die Moldau, Spannweite 91 m, wegen des Baus der Orlík-Talsperre um 1965 abgebaut und 1971–1975 wiederaufgebaut bei Stádlec (Stachletz), Okres Tábor über die Lainsitz (Lužnice) – Stádlecký most (Řetězový most)[8]
- 1853: Kettenbrücke in Postoloprty (Postelberg) über die Eger, Spannweite 99 m (1910 ersetzt)
- 1859–1860: Verbindungsbahnbrücke über den Donaukanal in Wien für die Verbindungsbahn zwischen Nordbahnhof und Südbahnhof (erste Kettenbrücke für den Eisenbahnbetrieb; 1884 durch Neubau ersetzt)[9]
- 1863–1864: Aspernbrücke über den Donaukanal in Wien (Kettenbrücke, System Schnirch-Fillunger; 1913 durch Neubau ersetzt, Architekt Max Hegele)
- Eisendächer (Hängedächer) von Friedrich Schnirch, u. a. in Strážnice (Straßnitz) in Mähren, Český Brod (Böhmisch Brod), Tuřany (Turas, Ortsteil von Brünn) und in Banská Bystrica (Neusohl). Das Haus mit dem Hängedach in Banská Bystrica befindet sich am Moyzesa Štefan nám. 7 und steht unter Denkmalschutz.[10][11]

## Schriften
- (mit Josef Schnirch): Beitrag für den Kettenbrückenbau, enthaltend die Theorie der Schwankungen bei allen bekannten Kettenbrücken-Constructionsarten mit 2 oder mehreren zusammenhängenden Bahnen nebst beigefügten Hilfsformeln zur Berechnung der Kettenbrücken und einem Entwurfe zu einer zusammengesetzten Kettenbrücke für sehr große Flussbreite. (mit zwei lithografierten Tafeln) Eggenberger, Prag 1832.
- Die Kaiser-Franzens-Kettenbrücke in Prag. Prag / Berlin 1842.

### Artikel in Zeitschriften
- Über die Art Brunnen oberirdisch zu bauen und zu versenken. In: Allgemeine Bauzeitung, 8. Jahrgang 1843, S. 147–151.
- Über Elektricität und electrische Telegraphie. In: Zeitschrift des Österreichischen Ingenieur-Vereins, 1. Jahrgang 1849, S. 29–36, S. 37–44 und S. 45–56.
- Anwendung der electrischen Telegraphie für den Eisenbahndienst. In: Zeitschrift des Österreichischen Ingenieur-Vereins, 1. Jahrgang 1849, S. 129–134 und S. 145–149.
- Hängebrücken über den Niagara für Eisenbahnen und Straßenfuhrwerk als Doppelbrücke. In: Zeitschrift des Österreichischen Ingenieur-Vereins, 7. Jahrgang 1855, S. 156–157.
- Die erste (dies- und jenseits des Ozeans) ausgeführte Kettenbrücke für den Lokomotivbetrieb. In: Allgemeine Bauzeitung, 25. Jahrgang 1860, S. 220–233 und Blatt 380–381.

## Weitere Kettenbrücken von anderen Ingenieuren
- Kaiserin-Elisabeth-Brücke über die Elbe in Tetschen (Děčín), erbaut von dem Unternehmen Schertz (Pirna) nach Plänen des Ingenieurs Werner, der das ursprüngliche Projekt von Josef Schnirch (1802–1877, Bruder von Friedrich Schnirch) veränderte[12][13]
- Széchenyi-Kettenbrücke in Budapest von William Tierney Clark und Adam Clark
- Kettenbrücke (Ozimek) in Ozimek (Malapane) in Schlesien von Karl Schottelius
- Franz-Joseph-Brücke in Prag, erbaut 1865–1868 von den britischen Ingenieuren Rowland Mason Ordish (1824–1886), William Henry Le Feuvre und Max von Ende, Ketten 1898 durch Drahtseile ersetzt